# Fadil Vokrri
Fadil Vokrri (ur. 23 czerwca 1960 w Podujevie, zm. 9 czerwca 2018 w Prisztinie) – kosowski piłkarz występujący na pozycji napastnika. Reprezentant Jugosławii. Po zakończeniu kariery jako działacz sportowy pełnił między innymi funkcję prezydenta Kosowskiej Federacji Piłki Nożnej.
Zmarł 9 czerwca 2018 na skutek zawału serca.

## Kariera klubowa
Vokrri karierę rozpoczynał w sezonie 1980/1981 w drugoligowym zespole FK Priština. W sezonie 1982/1983 awansował z nim do pierwszej ligi. W FK Priština występował do końca sezonu 1985/1986. Potem odszedł do innego pierwszoligowca, Partizana. W sezonie 1986/1987 zdobył z nim mistrzostwo Jugosławii, a w sezonie 1988/1989 – Puchar Jugosławii.
W 1989 roku Vokrri przeszedł do francuskiego drugoligowca, Nîmes Olympique. Spędził tam sezon 1989/1990, a następnie przeniósł się do tureckiego Fenerbahçe SK. W pierwszej lidze tureckiej zadebiutował 26 sierpnia 1990 w przegranym 1:6 spotkaniu z Aydınsporem. W sezonie 1991/1992 wraz z Fenerbahçe wywalczył wicemistrzostwo Turcji.
W 1992 roku Vokrri wrócił do Francji, gdzie w sezonie 1992/1993 grał w drugoligowym FC Bourges. Następnie przez dwa sezony występował w czwartoligowym EDS Montluçon, a w 1995 roku zakończył karierę.

## Kariera reprezentacyjna
W reprezentacji Jugosławii Vokrri zadebiutował 12 września 1984 w przegranym 1:6 towarzyskim meczu ze Szkocją, w którym strzelił też gola. W latach 1984–1987 w drużynie narodowej rozegrał 12 spotkań i zdobył 6 bramek.